# Andorra ai XV Giochi olimpici invernali
Andorra partecipò ai XV Giochi olimpici invernali, svoltisi a Calgary, Canada, dal 13 al 28 febbraio 1988, con una delegazione di 4 atleti impegnati in una disciplina.